# Pablo Nicolás López
Pablo Nicolás López De León (Paso de los Toros, 8 ottobre 1996) è un calciatore uruguaiano, attaccante del Progreso.

## Caratteristiche tecniche
È un centravanti.

## Carriera

### Club
Cresciuto nel settore giovanile del Defensor Sporting, ha esordito in prima squadra l'11 giugno 2017 in occasione del match di campionato vinto 3-1 contro il Boston River.